# 高岡商工会議所伏木支所

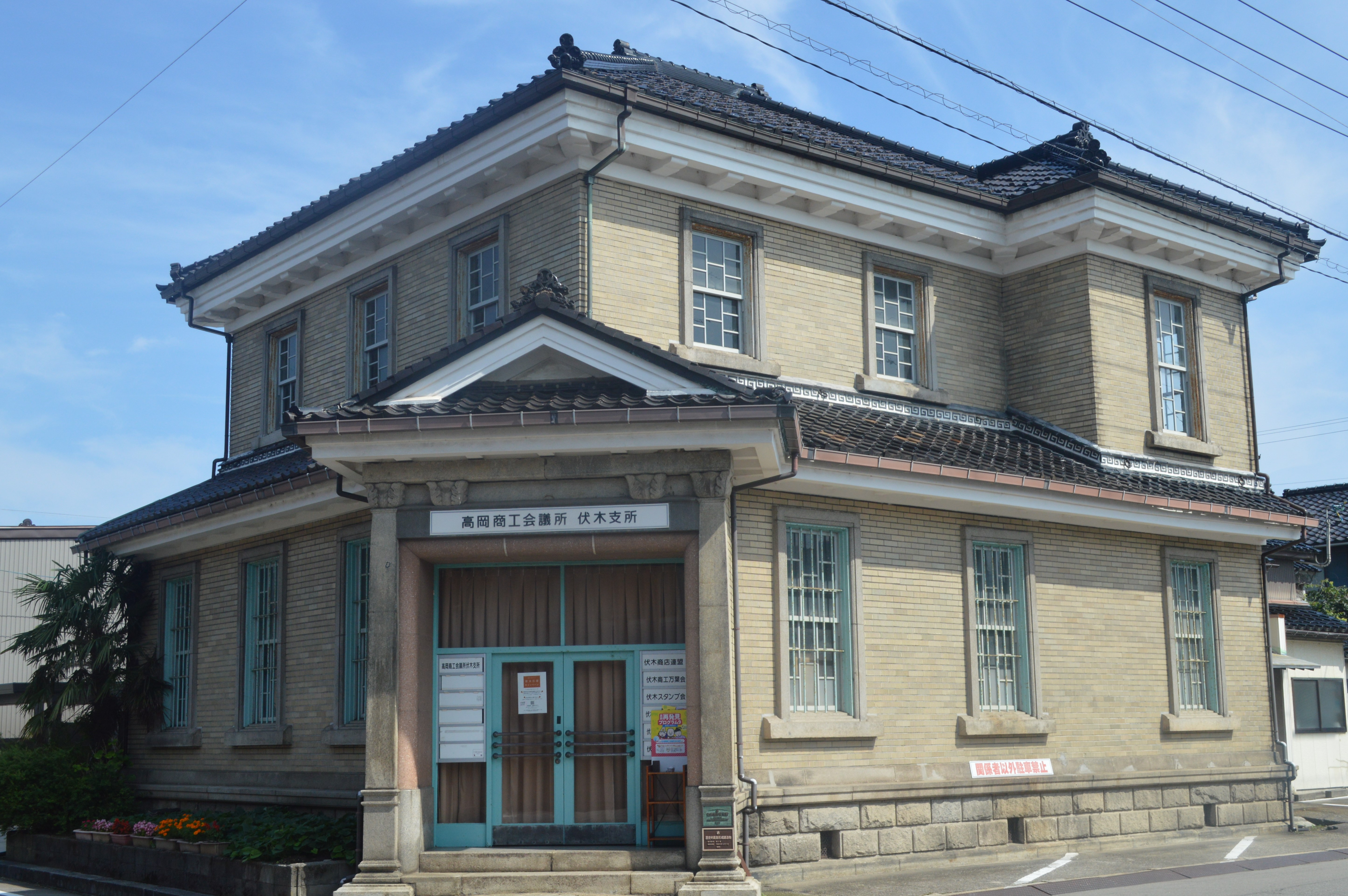
高岡商工会議所伏木支所（旧伏木銀行）

高岡商工会議所伏木支所（たかおかしょうこうかいぎしょふしきししょ）は、富山県高岡市伏木湊町にある歴史的建造物。「高岡商工会議所伏木支所（旧伏木銀行）」として国の登録有形文化財に登録されている。
なお、2024年（令和6年）1月1日の能登半島地震で建物が被災し、組織としての高岡商工会議所伏木支所は近隣の建物に移転している。本項では登録有形文化財の建物について述べる。

## 概要
富山県高岡市伏木の湊町通りの最奥にある建物で、伏木銀行の建物として1910年（明治43年）に再築された。
伏木は明治時代後半に北海道への移民の中継地として、北海道への移住者、鰊場出稼人、能登や富山湾沿岸への旅行者で賑わった。建物は1974年（昭和49年）に高岡商工会議所伏木支所となった。
1996年（平成8年）12月20日、国の登録有形文化財に登録された。
2024年（令和6年）1月1日の能登半島地震で建物は被災し、壁に亀裂が生じたり、タイルがはがれたりしたほか、建物には傾きも生じている。建物の被災により、組織としての高岡商工会議所伏木支所は氷見伏木信用金庫伏木支店（高岡市伏木錦町）2階に移転した。

## 公費解体へ
高岡商工会議所では復旧を模索していたが、液状化現象の被害が大きいため断念し、2024年（令和6年）12月に公費解体を申請した。解体時期は未定。高岡商工会議所伏木支所は当面の間、氷見伏木信用金庫伏木支店内で業務を続けることとなった。

## 建築
寄棟2階建ての土蔵造りに洋風の意匠を採り入れた銀行建築である。
- 木造2階建、瓦葺[6]
- 建築面積261㎡[6]

## 周辺施設
- 高岡市伏木気象資料館